# Jabłonna Lacka
Jabłonna Lacka – wieś w Polsce położona w województwie mazowieckim, w powiecie sokołowskim, w gminie Jabłonna Lacka. Ma status sołectwa.
| SIMC    | Nazwa              | Rodzaj    |
| ------- | ------------------ | --------- |
| 0672691 | Czworaki           | część wsi |
| 0672700 | Kolonie Jabłońskie | część wsi |
| 0672716 | Poświętne          | część wsi |

Jabłonna Lacka – ośrodek gminny w odległości 17 km od Sokołowa Podlaskiego.
Gmina ma rozbudowaną infrastrukturę techniczną (wodociągi, asfaltowe drogi, telefony, kanalizacja). Aktywną działalność prowadzi Gminny Ośrodek Kultury, rozwija się sport i turystyka. Oddano do użytku pełno wymiarową salę sportową. Jest rozbudowana Zbiorcza Szkoła Gminna. Wyznaczono 7 tras rowerowych, pieszych o długości od 14 do 31 km, które przebiegają przez miejscowości o walorach historycznych, kulturowych i krajoznawczych np. Jabłonna – Gródek – Mołożew – Wirów – Skrzeszew – Frankopol. Gmina ta przyciąga turystów pięknem krajobrazów i czystością naturalnego środowiska, wchodzą te obszary w skład czystego ekologicznie tzw. "Parku Krajobrazowego" (Wydma Mołożewska, Skarpy koło Gródka, Mołożewa i Wirowa).

## Historia
Pierwsze wzmianki historyczne o Jabłonnie można znaleźć w dokumentach kościelnych z końca XIV wieku, kiedy powstała parafia rzymskokatolicka. 
W latach 1954–1972 wieś należała i była siedzibą władz gromady Jabłonna. W latach 1975–1998 miejscowość administracyjnie należała do województwa siedleckiego.

## Zabytki

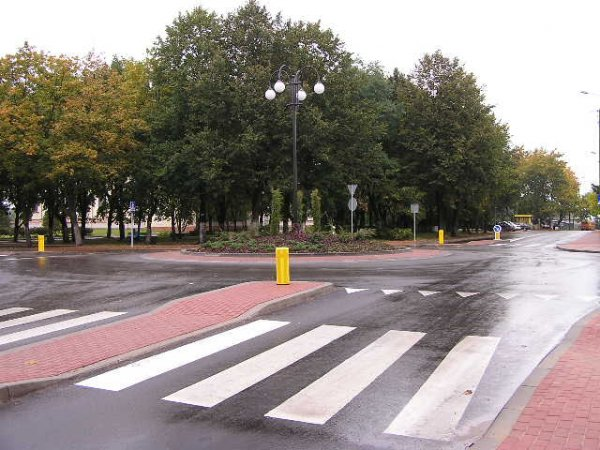
Rondo w Jabłonnie Lackiej

- Kościół parafialny zbudowany w latach 1824-1834 według projektu Andrzeja Gołońskiego, ucznia znanego architekta Jakuba Kubickiego, w formie świątyni greckiej z czterokolumnowym jońskim portykiem od frontu. Fundatorem tej świątyni był Ludwik Bieniewski – właściciel dóbr ziemskich w Jabłonnie. W tabernakulum znajduje się późnogotycka pozłacana wieżyczkowa monstrancja z XVI wieku ze stopą neogotycką z 1860 roku, kielich służący do sprawowania liturgii w czasie mszy świętej z XVI wieku, a pochodzący z gdańskich warsztatów złotniczych.

- Barokowa kapliczka przydrożna z drugiej połowy XVIII wieku z nowszą figurką św. Jana Nepomucena. Murowana z cegły, tynkowana. Kolisty cokół, na nim cztery kolumny zwieńczone wygiętym faliście i profilowanym gzymsem. Przykryta dachówkowym daszkiem, na którym umieszczony jest żelazny krzyż[7].